# Karol Zaremba

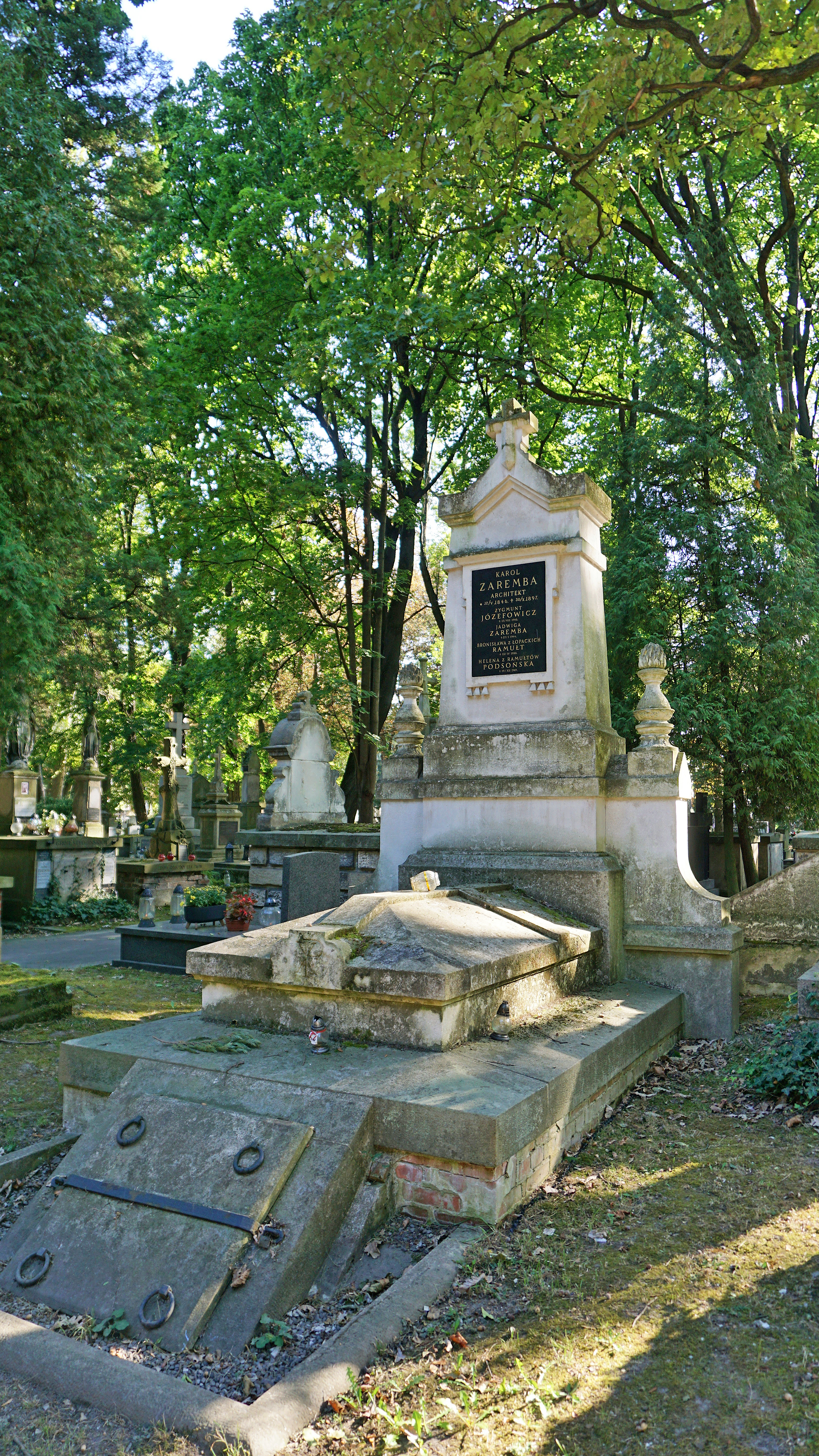
Grobowiec Karola Zaremby na cmentarzu Rakowickim w Krakowie

Karol Zaremba (ur. 12 maja 1846 w Dulowej – zm. 30 października 1897 w Krakowie) – polski architekt.

## Życiorys
Studiował na krakowskim Instytucie Technicznym. Po powstaniu styczniowym w którym brał udział kontynuował naukę w Berlinie oraz odbył podróż do Włoch. Od 1875 na stałe zamieszkał w Krakowie. Był członkiem Krakowskiego Towarzystwa Technicznego, radnym miejskim, wraz ze Stanisławem Domańskim zajmował się sprawą wodociągów w Krakowie. Projektował budynki użyteczności publicznej, był propagatorem architektury berlińskiej w duchu późnego historyzmu. Wśród jego realizacji znajdują się:
- Gmach Towarzystwa Dobroczynności wraz z kaplicą z lat 1881–1883 przy ul. Koletek
- Zakład wychowawczy dla dziewcząt  wraz z kościołem i klasztorem Sióstr Matki Bożej Miłosierdzia w Łagiewnikach z lat 1889–1891
- Szpital Chirurgiczny - II Katedra Chirurgii UJ tzw. "Czerwona Chirurgia" ul. Kopernika 21 (1892–1893)
- Kamienice przy ul. Basztowej 18 (1877), ul. Sławkowskiej 32 (1883), ul. Westerplatte 4 i 5 (1889–1894) ul. Garncarskiej 14, dom własny przy ul. Garncarskiej 16 (1894-1898)
- przebudował kaplice w Pałacu Biskupim w 1886 roku.
- kościół w Lubzinie (1893-1903) wraz z Teodorem Talowskim

Pisał artykuły do „Czasopisma Technicznego”, m.in. O konserwowaniu zabytków architektury w kraju naszym, Budynek gospodarczy szpitala Św. Łazarza (1880), O celach i zadaniach przyszłego zjazdu techników polskich (1881).
W latach 1883–1889 Krakowskie i Lwowskie Towarzystwa Techniczne miały za wspólny organ lwowskie „Czasopismo Techniczne”, w którym swe artykuły zamieszczali Tadeusz Stryjeński, Tomasz Pryliński oraz Wincenty  Wdowiszewski.
Zaprojektował w 1887 Park Jordana, dekoracje okolicznościowe np. na wizytę cesarza Franciszka Józefa I w 1880 w Krakowie oraz na pogrzeb w 1890 Mickiewicza. Pochowany został na cmentarzu Rakowickim (pas 46, płn.).

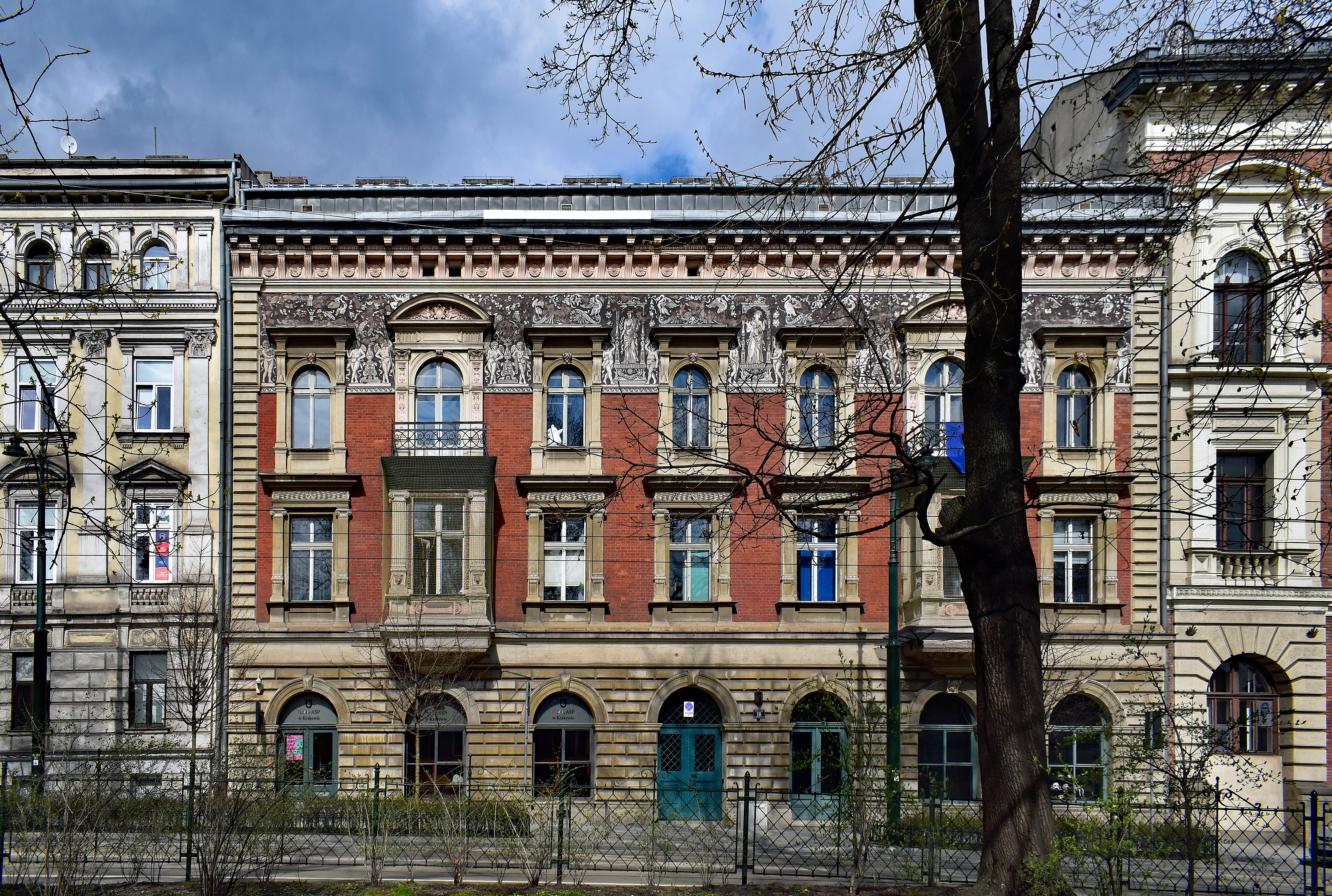
Kamienica (1880), Kraków, ul. Basztowa 18
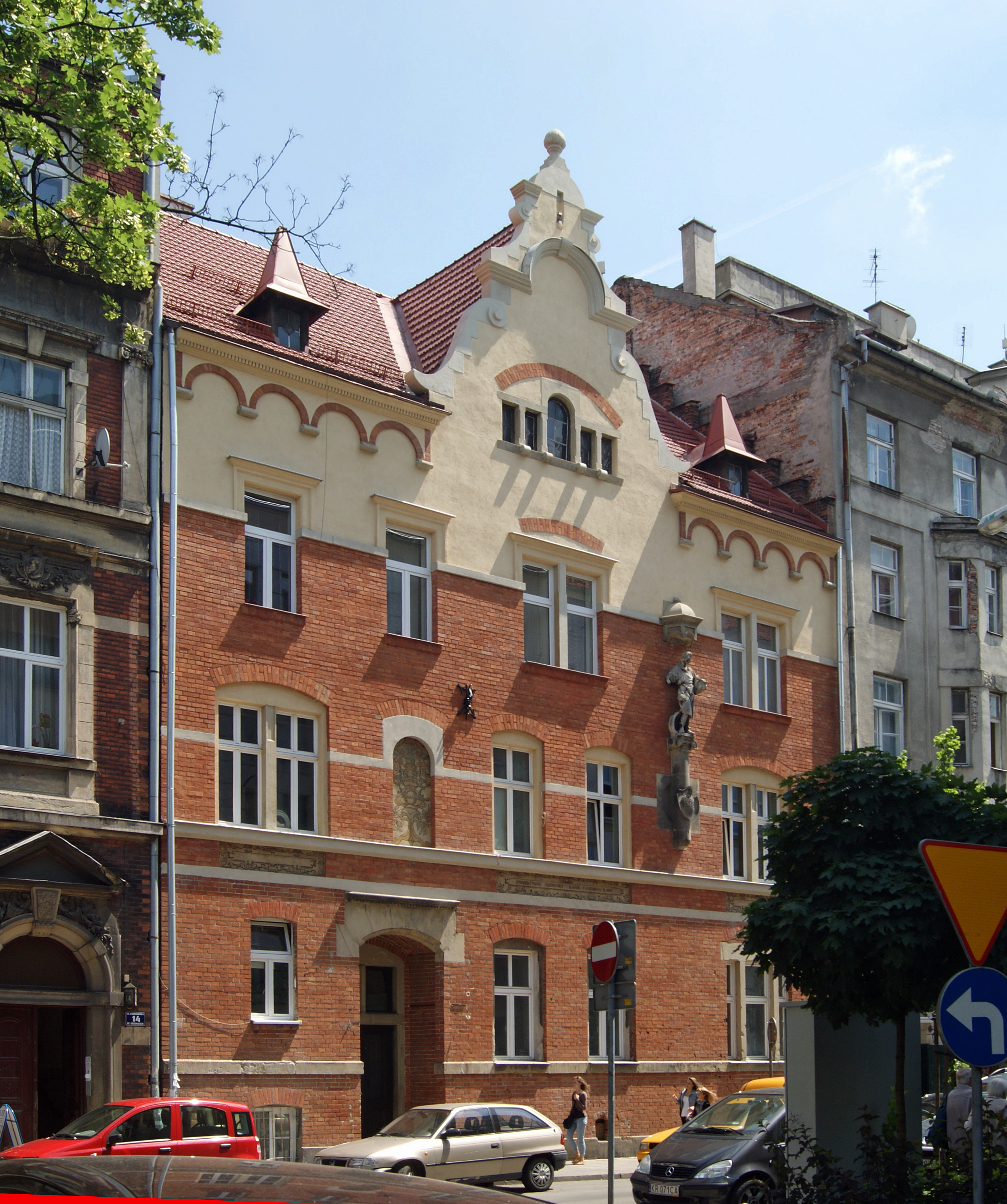
Kamienica, dom własny Karola Zaremby (1896–1898) Kraków, ul. Garncarska 16
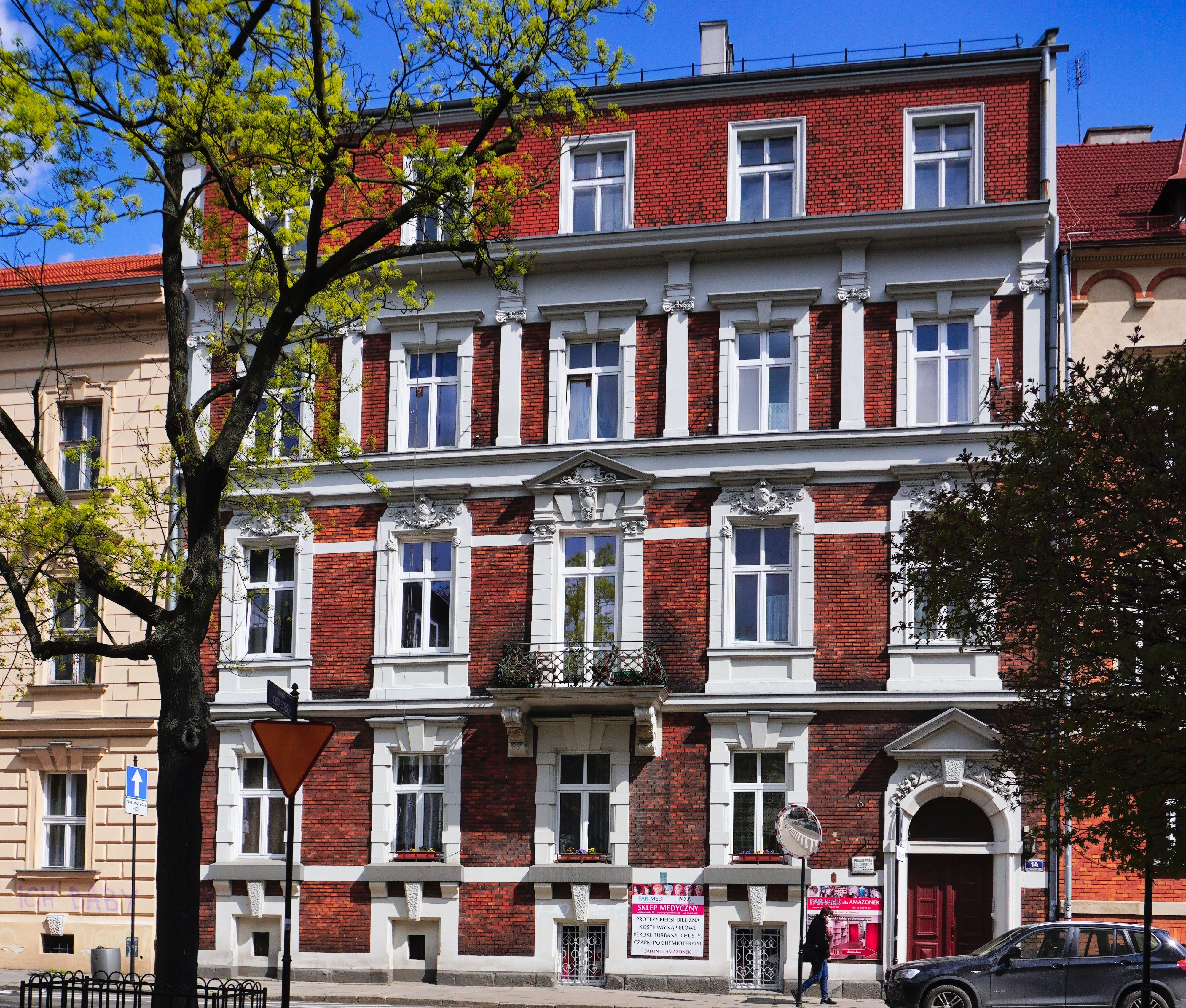
Kamienica (1893–1895) Kraków, ul. Garncarska 14
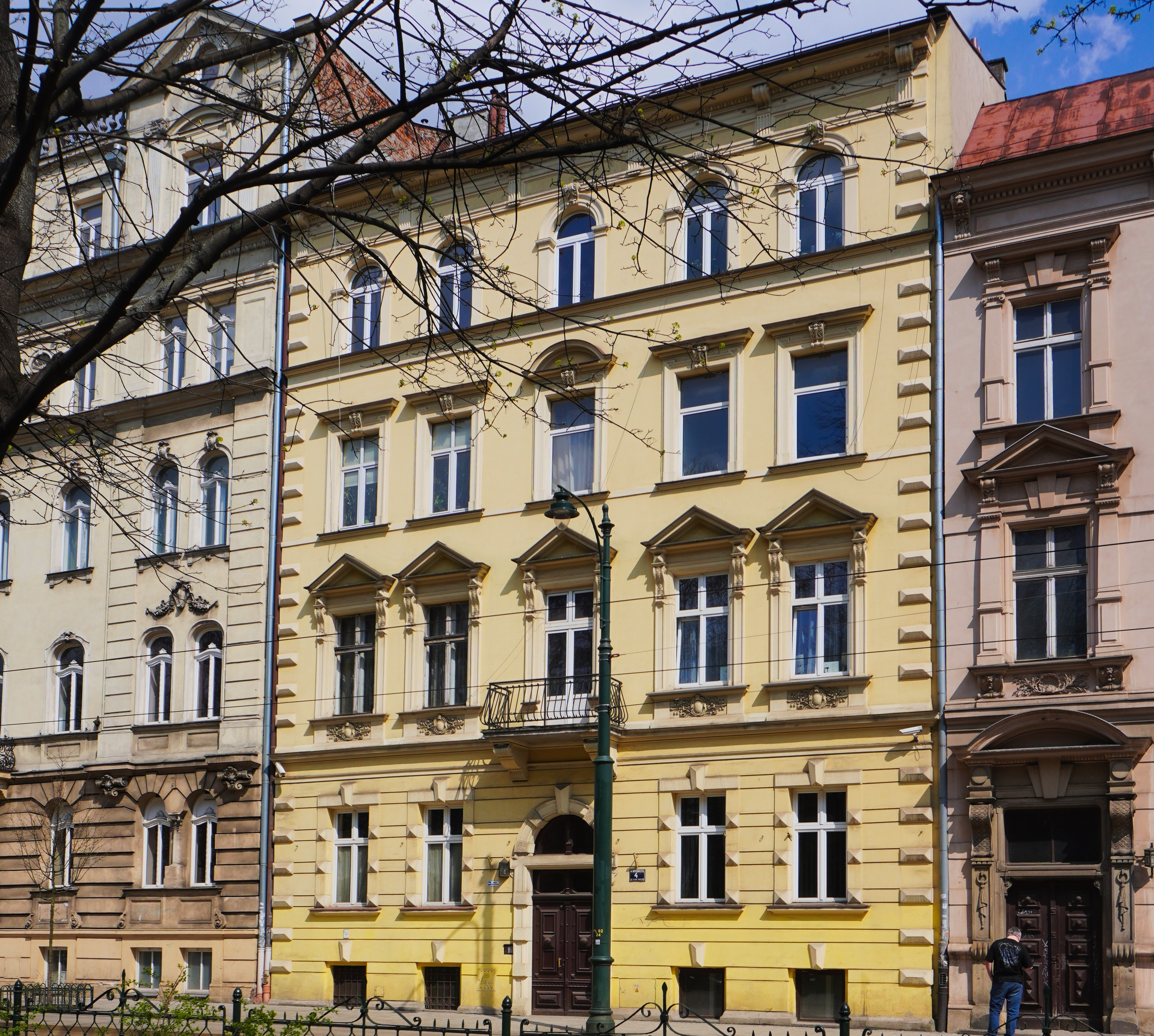
Kamienica (1889), Kraków, ul. Westerplatte 4
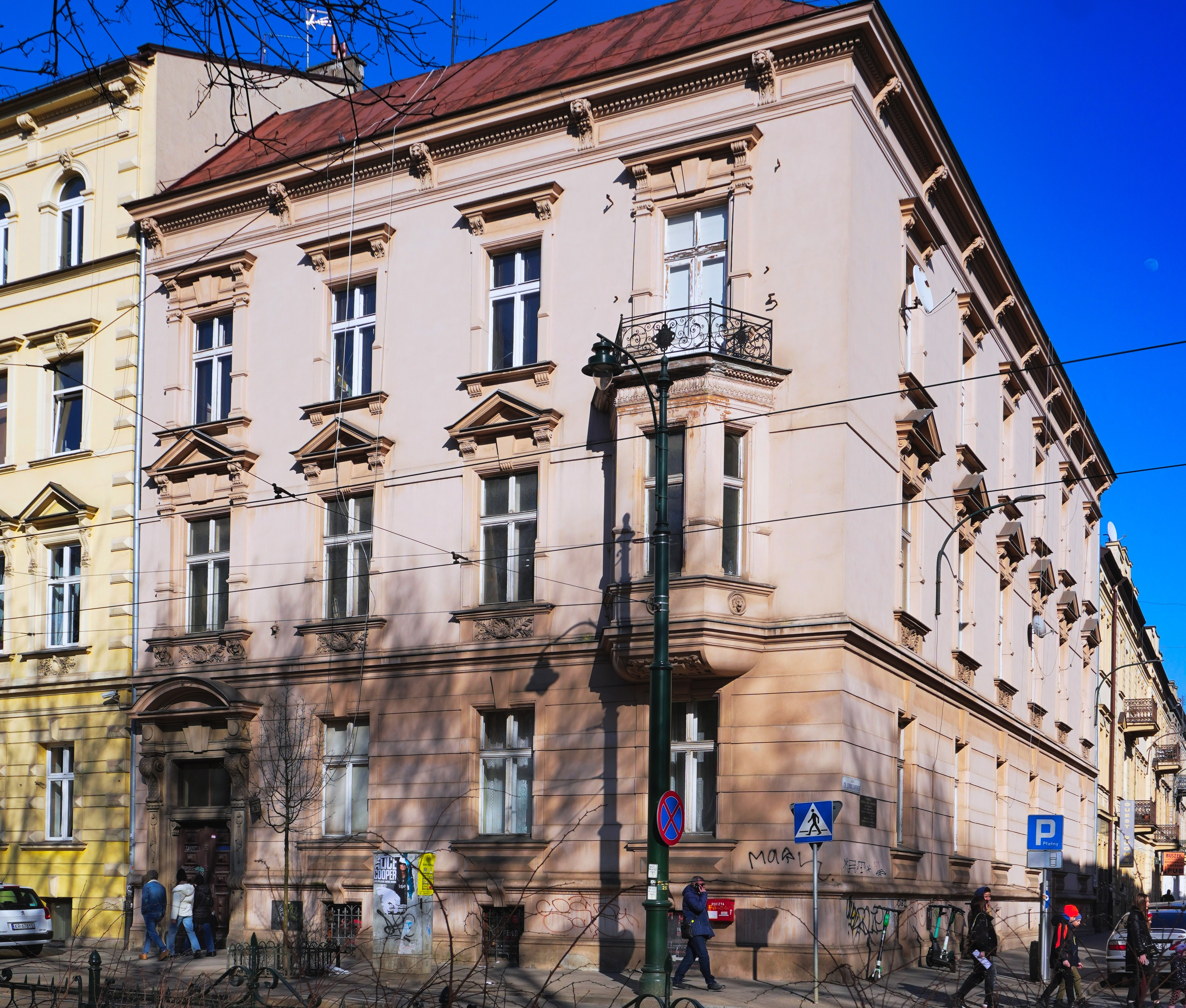
Kamienica (1887), Kraków, ul. Westerplatte 5
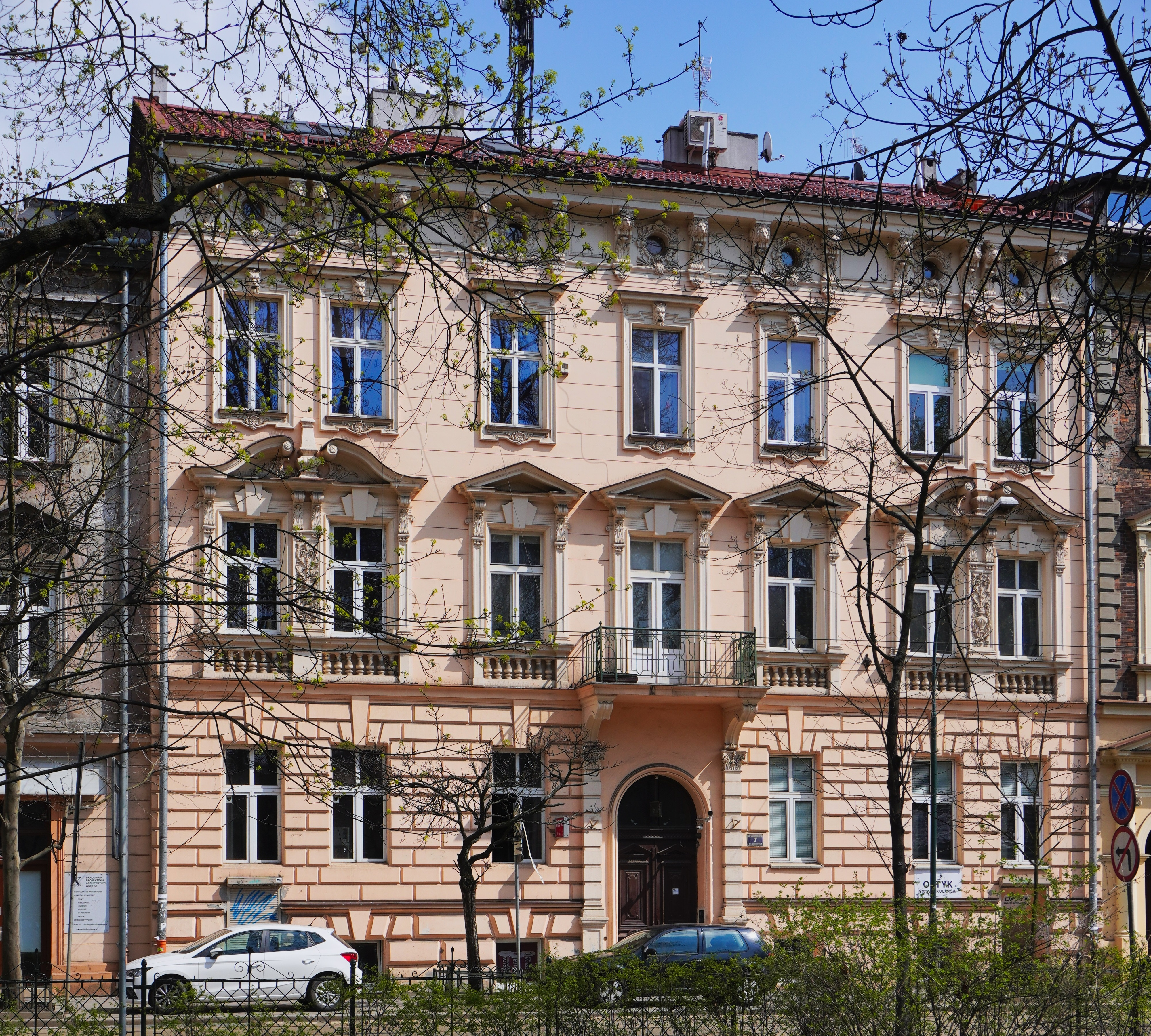
Kamienica (1880), Kraków, ul. Westerplatte 7
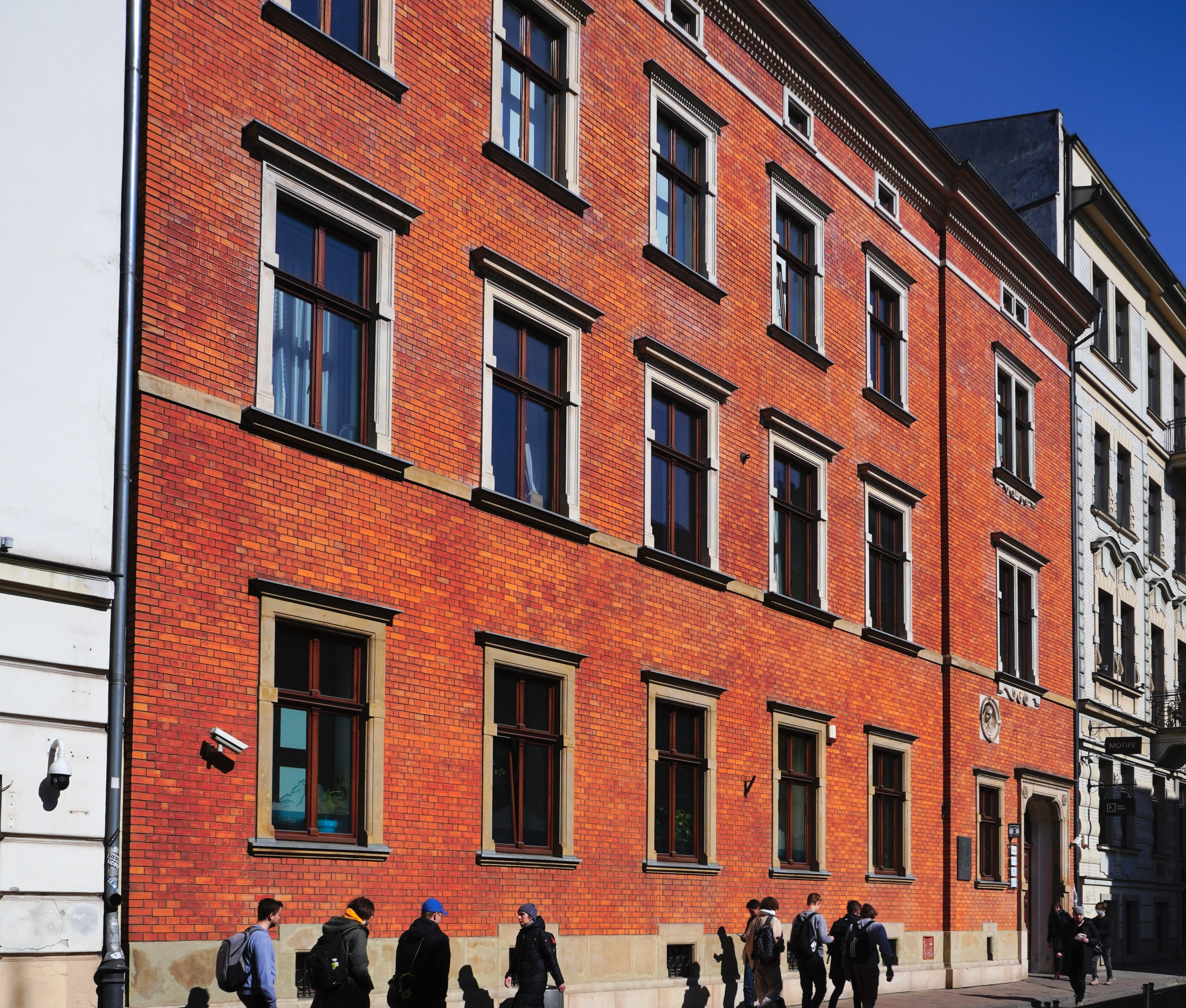
Kamienica (1889), Kraków, ul. Krupnicza 5